# جيمس لورانس (لاعب كريكت نيوزلندي)
جيمس لورانس (بالإنجليزية: James Lawrence)‏ (11 مارس 1867 في نيوزيلندا - 21 يونيو 1946 في نيوزيلندا) هو لاعب كريكت نيوزلندي. لعب مع فريق كانتربري للكريكت ‏.

## وصلات خارجية
- جيمس لورانس على موقع إي آس بي آن كريك إنفو (الإنجليزية)